# Funzione limitata
In matematica, una funzione {\displaystyle f} definita su un insieme arbitrario {\displaystyle X} e con valori reali o complessi si dice limitata se la sua immagine è un insieme limitato. Detto esplicitamente, questo significa che esiste un numero reale positivo {\displaystyle R>0} tale che {\displaystyle |f(x)|<R} per ogni {\displaystyle x} in {\displaystyle X}.
Nel caso specifico di una funzione reale, una funzione è limitata se può assumere solo valori compresi in un intervallo. Questo vale a dire che esistono valori {\displaystyle a} e {\displaystyle b} tali che, per ogni valore di {\displaystyle x} per cui la funzione è definita, {\displaystyle a<f(x)<b}. Sempre per le funzioni reali, si indica come funzione limitata superiormente una funzione il cui valore non può mai essere superiore ad un dato valore e come funzione limitata inferiormente una funzione il cui valore non può mai essere minore di un dato valore.
La nozione di funzione limitata viene generalizzata da quella di operatore limitato.

## Esempi
La funzione del seno, considerata come funzione dei numeri reali, è limitata: infatti i suoi valori sono compresi nell'intervallo [-1, 1]. Estesa al piano complesso, la funzione del seno invece è illimitata.
La funzione {\displaystyle f(x)=1/x}, definita per ogni numero reale tranne 0, è illimitata, perché il suo valore assoluto può diventare arbitrariamente grande se il valore assoluto di x diventa sufficientemente piccolo. La funzione diventa limitata se si restringe il suo dominio per esempio all'intervallo {\displaystyle [1,+\infty )}, così che i suoi valori siano compresi tra 0 e 1. 
Gli ultimi due esempi mostrano che dipende anche dal dominio di una funzione se questa è limitata. Un noto teorema afferma che per una funzione continua con valori in uno spazio metrico, è sufficiente sapere che il suo dominio è compatto per dedurre che la funzione è limitata (p.es. Rudin 1976, capitolo 4, per le funzioni reali).

## Generalizzazione
La stessa definizione di cui sopra si può generalizzare immediatamente per funzioni a valori in un arbitrario spazio normato {\displaystyle (Y,\|\cdot \|)}, sostituendo il valore assoluto con la norma. Si può generalizzare ulteriormente per funzioni con valori in un arbitrario spazio metrico {\displaystyle (M,d)}, definendo limitata ogni funzione {\displaystyle f:X\to M} che ammetta un punto a in M e un numero positivo R > 0 tali che
{\displaystyle d(f(x),a)<R}
per ogni x in X.
Per vedere che l'ultima definizione coincide con quella precedente per uno spazio normato (ogni spazio normato è in maniera naturale anche uno spazio metrico, prendendo come distanza fra due punti la norma della loro differenza: {\displaystyle d(x,y)=\|x-y\|}), è sufficiente applicare la disuguaglianza triangolare per ottenere che
{\displaystyle \|f(x)\|<d(0,a)+R}
qualora {\displaystyle d(f(x),a)<R}; viceversa, una funzione limitata rispetto alla norma lo è anche rispetto alla metrica, ponendo a = 0.

## Spazi di funzioni limitate
Le funzioni limitate su un insieme X formano uno spazio vettoriale reale o complesso, a seconda del codominio considerato. Infatti per via della disuguaglianza triangolare, la somma di due funzioni limitate è a sua volta limitata, e l'omogeneità della norma implica che anche il prodotto per uno scalare di una funzione limitata dà una funzione limitata.
Su questo spazio vettoriale, comunemente denotato da B(X), si può definire la norma
{\displaystyle \|f\|_{\infty }=\sup _{x\in X}|f(x)|},
la cosiddetta norma uniforme. La convergenza rispetto a questa norma altro non è che la convergenza uniforme di una successione di funzioni.
Un caso importante è quello delle successioni limitate, cioè se X è l'insieme dei numeri naturali. Questo spazio di successioni viene denotato da {\displaystyle l^{\infty }}.